# لبنان في الألعاب الآسيوية الشتوية 2017
تنافس لبنان في دورة الألعاب الآسيوية الشتوية 2017 في سابورو وأوبيهيرو باليابان في الفترة من 19 إلى 26 فبراير في رياضة واحدة (ثلاثة تخصصات). وتكوّنت البعثة من ثمانية رياضيين (أربعة رجال وأربع سيدات). تم تسمية البعثة رسميًا من قبل اللجنة الأولمبية اللبنانية في 30 يناير 2017، وفي وقت لاحق في 7 فبراير، قُدمت البعثة رسميًا.

## خلفية
مع إقامة بطولة العالم للتزلج على جبال الألب 2017 بالقرب من هذه الألعاب، اختار الاتحاد اللبناني للتزلج إرسال أفضل أربعة رياضيين ورياضيات إلى بطولة العالم. واختير الرياضيين المصنفين الخامس والسادس حسب الجنس، حسب نتائج عامي 2015 و2016، للمُنافسة في هذه الألعاب.

## المنافسين
الجدول التالي يسرد الوفد اللبناني حسب الرياضة والجنس.
| الرياضة           | رجال | نساء | المجموع |
| ----------------- | ---- | ---- | ------- |
| التزلج الألبي     | 2    | 2    | 4       |
| تزلج العمق        | 1    | 1    | 2       |
| التزلج على الجليد | 1    | 1    | 2       |
| المجموع           | 4    | 4    | 8       |

## التزلج الألبي
يتكون فريق التزلج الألبي اللبناني من أربعة رياضيين (رجلين وامرأتين).
- راؤول أنيس أسمر
- سيريل كيروز
- صوفيا ماري فياض
- كارلي ماريا إسكندر

## تزلج العمق
يتكون فريق تزلج العمق من رياضيين (رجل وامرأة).
- سامر طوق
- ليا رحمة

## سنوبورد
يتكون فريق لبنان للتزلج على الجليد من رياضيين (رجل وامرأة).
| رياضي      | حدث                         | تشغيل 1 | تشغيل 1 | تشغيل 2 | تشغيل 2 | المجموع | المجموع |
| رياضي      | حدث                         | وقت     | رتبة    | وقت     | رتبة    | وقت     | رتبة    |
| ---------- | --------------------------- | ------- | ------- | ------- | ------- | ------- | ------- |
| نافذ طوق   | سباق التعرج العملاق للرجال  | 1:16.38 | 21      | 1:04.13 | 19      | 2:20.51 | 19      |
| نافذ طوق   | سباق التعرج للرجال          | 1:02.00 | 20      | 51.46   | 16      | 1:53.46 | 16      |
| أوغيت فخري | سباق التعرج العملاق للسيدات | 1:26.33 | 13      | 1:19.27 | 13      | 2:45.60 | 13      |
| أوغيت فخري | سباق التعرج للسيدات         | 1:10.69 | 14      | 58.94   | 14      | 2:09.63 | 14      |